# أوسكار كارميلو سانشيز
أوسكار كارميلو سانشيز (بالإسبانية: Óscar Carmelo Sánchez)‏ (مواليد 16 يوليو 1971) هو لاعب كرة قدم. يلعب مع منتخب بوليفيا لكرة القدم. سبق له أن لعب في كأس العالم لكرة القدم مع منتخب بلاده.

## روابط خارجية
- أوسكار كارميلو سانشيز على موقع قاعدة بيانات كرة القدم.إي يو (الإنجليزية)
- أوسكار كارميلو سانشيز على موقع ناشيونال فوتبول تيمز (الإنجليزية)